# La fifa fa novanta
La fifa fa novanta (Scaredy Cat) è un film del 1948 diretto da Chuck Jones. È un cortometraggio d'animazione della serie Merrie Melodies, uscito negli Stati Uniti il 18 dicembre 1948. È il primo di tre corti in cui Porky Pig e Silvestro visitano ambienti spaventosi e solo il gatto si accorge del pericolo; Jones e lo sceneggiatore Michael Maltese riutilizzeranno infatti lo stesso canovaccio in Un posticino tranquillo (1954) e Silvestro, figlio di Giove (1955). È inoltre il primo film in cui Silvestro viene chiamato con tale nome, prima di allora era stato chiamato Thomas ne La torta di Titti (1947).

## Trama
Porky ha acquistato una nuova casa e ci va a vivere insieme a Silvestro; tuttavia già dalla prima impressione la dimora si rivela spaventosa e lugubre, ma il maialino sembra non accorgersene. Al contrario Silvestro prova molta paura e rifiuta l'invito del suo padrone a dormire in cucina, finendo per esserci mandato a pedate. Durante la notte, compare all'improvviso una processione di topi che trasportano un gatto legato su un carretto, seguiti da un topo con un cappuccio da boia in testa e in mano una mannaia. Terrorizzato, Silvestro torna in camera di Porky, il quale si arrende e lo lascia dormire insieme a lui. Poco dopo, tuttavia, i topi iniziano a mettere in atto una serie di attentati per uccidere i due, tutti sventati da Silvestro; svegliato dai rumori, però, Porky caccia nuovamente il gatto che viene rapito dai topi.
Molte ore dopo, un Silvestro completamente bianco di paura viene rimesso in libertà e si reca nella camera da letto, dove Porky si spaventa moltissimo nel vedere come sia diventato; stanco di quelli che lui considera stupidi scherzi, il maialino porta il gatto in cucina con l'intenzione di dimostrargli che non c'è nulla di cui avere paura. Dopo pochi istanti, però, ricompare la stessa processione di poco prima, con Porky legato sul carretto e con in mano un cartello su cui si legge "Avevi ragione, Silvestro". Silvestro scappa via dalla casa, ma una volta fuori la sua coscienza lo rimprovera per aver lasciato Porky da solo, ricordandogli inoltre che un gatto è ben più grande dei topi e quindi facilmente in grado di combatterli. Riavutosi, Silvestro corre di nuovo in casa e scaccia via con violenza tutti i topi che la abitano. Al termine del combattimento, Porky ringrazia Silvestro, ma proprio in quel momento il topo-boia esce da un orologio a cucù e tramortisce Silvestro con una martellata, per poi levarsi il cappuccio e rivelarsi una caricatura di Lew Lehr con un cappello da Napoleone Bonaparte.

## Distribuzione

### Edizione italiana
Il corto uscì in Italia direttamente in VHS nel settembre 1999. Il doppiaggio fu eseguito dalla Angriservices Edizioni e diretto da Renzo Stacchi. Non essendo stata registrata una colonna internazionale, la musica presente durante i dialoghi fu sostituita.

### Edizioni home video

#### VHS
America del Nord
- The Looney Tunes Video Show, #3 (1982)
- Looney Tunes: The Collector's Edition Vol. 2 (1999)

Italia
- Brivido gatto (settembre 1999)

#### Laserdisc
- Looney Tunes After Dark (2 marzo 1993)

#### DVD e Blu-ray Disc
Il corto fu pubblicato in DVD-Video in America del Nord nel secondo disco della raccolta Looney Tunes Golden Collection: Volume 1 (intitolato Best of Daffy & Porky) distribuita il 28 ottobre 2003; il DVD fu pubblicato in Italia il 2 dicembre 2003 nella collana Looney Tunes Collection, col titolo Daffy Duck & Porky Pig. Fu poi incluso (con un commento audio opzionale di Eric Goldberg) nel primo disco della raccolta Looney Tunes Platinum Collection: Volume One, uscita in America del Nord in Blu-ray Disc il 15 novembre 2011 e in DVD il 3 luglio 2012. Il BD fu ristampato il 10 gennaio 2012 col titolo Looney Tunes Showcase. In seguito è stato inserito anche nel primo DVD della raccolta 50 cartoons da collezione - Looney Tunes della collana Il meglio di Warner Bros., uscita in America del Nord il 25 giugno 2013 e in Italia il 5 dicembre.

## Accoglienza
Nel 2010 il film fu selezionato per l'inclusione nel libro di Jerry Beck The 100 Greatest Looney Tunes Cartoons; in tale occasione l'animatrice e regista Yvette Kaplan scrisse: "L'enormemente divertente La fifa fa novanta (...) è un cartone animato quasi perfetto. Porky e Silvestro sono un duo clown-e-spalla alla pari di qualunque altro tu possa immaginare. E sebbene sia Porky, la spalla, ad ottenere il nome nei titoli di testa, il clown muto, Silvestro, ruba la scena – e il mio cuore. (...) Più il tormento di Silvestro è evidente, infatti, più Porky diventa ignaro – e più divertenti sono le gag". Kaplan elogia in particolare la gag di Silvestro che si infila nel pigiama di Porky senza che quest'ultimo se ne accorga.